# Girl's Day Party 1
《Girl's Day Party #1》은 2010년 7월 9일에 발매된 걸스데이의 데뷔 싱글이다.

## 트랙 리스트
1. 갸우뚱 - 3:08
  - 작사 · 작곡 · 편곡: Ashtray, 윤여훈, 임은진
2. Shuppy Shuppy - 3:18
  - 작사 · 작곡: 권태은
3. Control - 3:27
  - 작사 · 편곡: 배진렬 / 작곡: 배진렬, 최지영
4. 갸우뚱 (Inst.) - 3:08
5. Shuppy Shuppy (Inst.) - 3:18